# Oskar Blödner

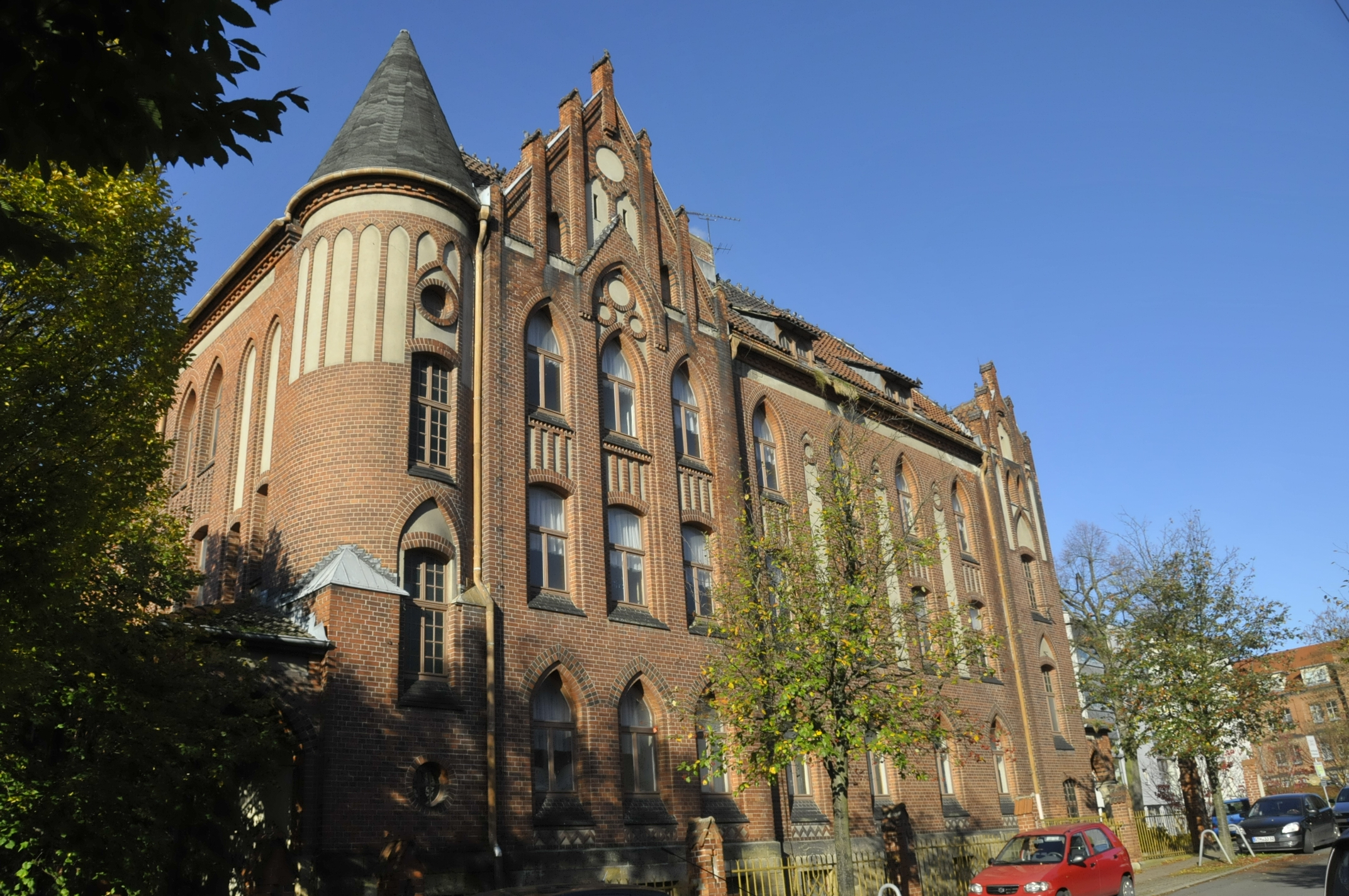
Pflegeheim in der Pestalozzistraße 4

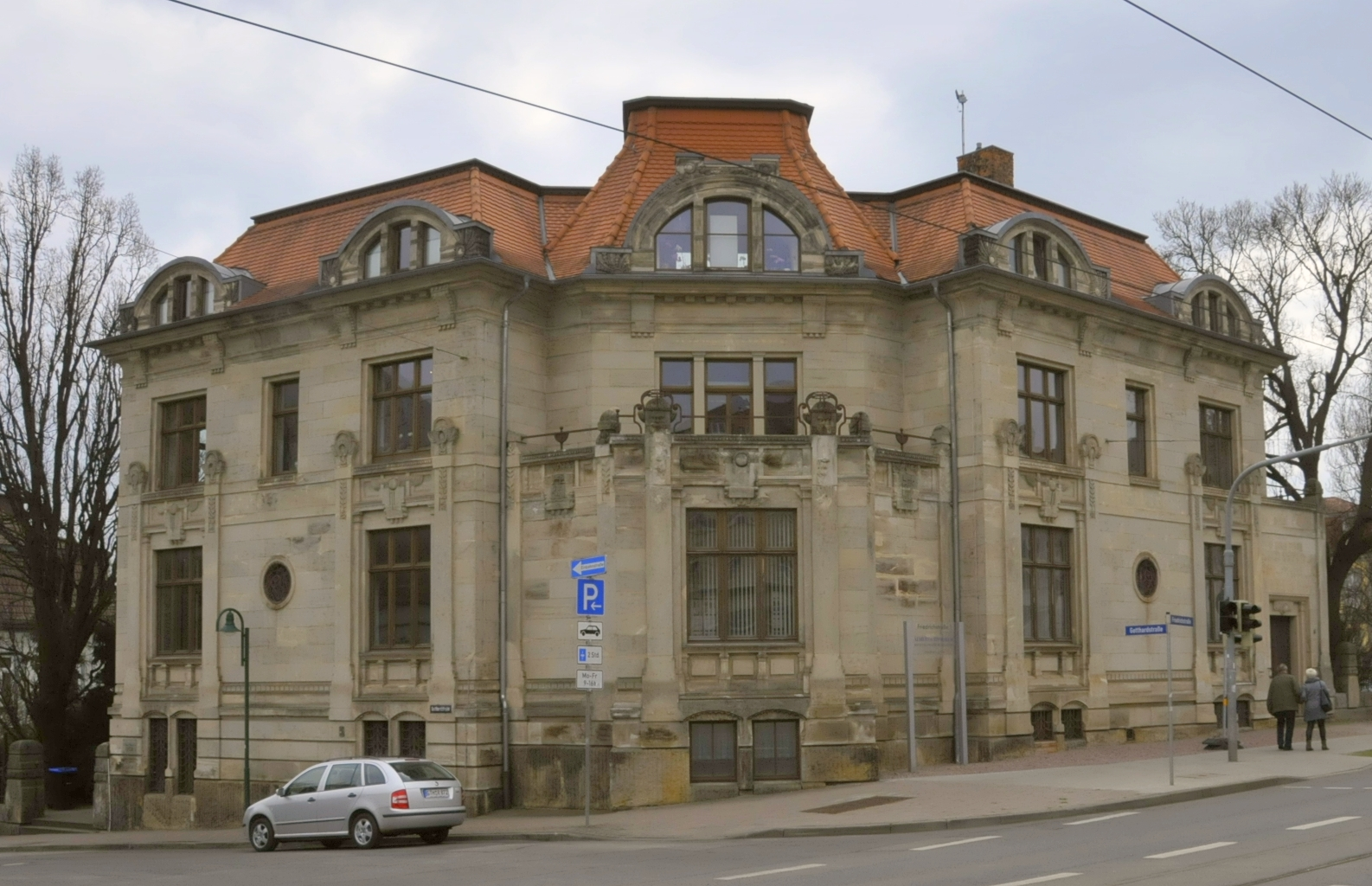
Villa Gotthard-/Friedrichstraße

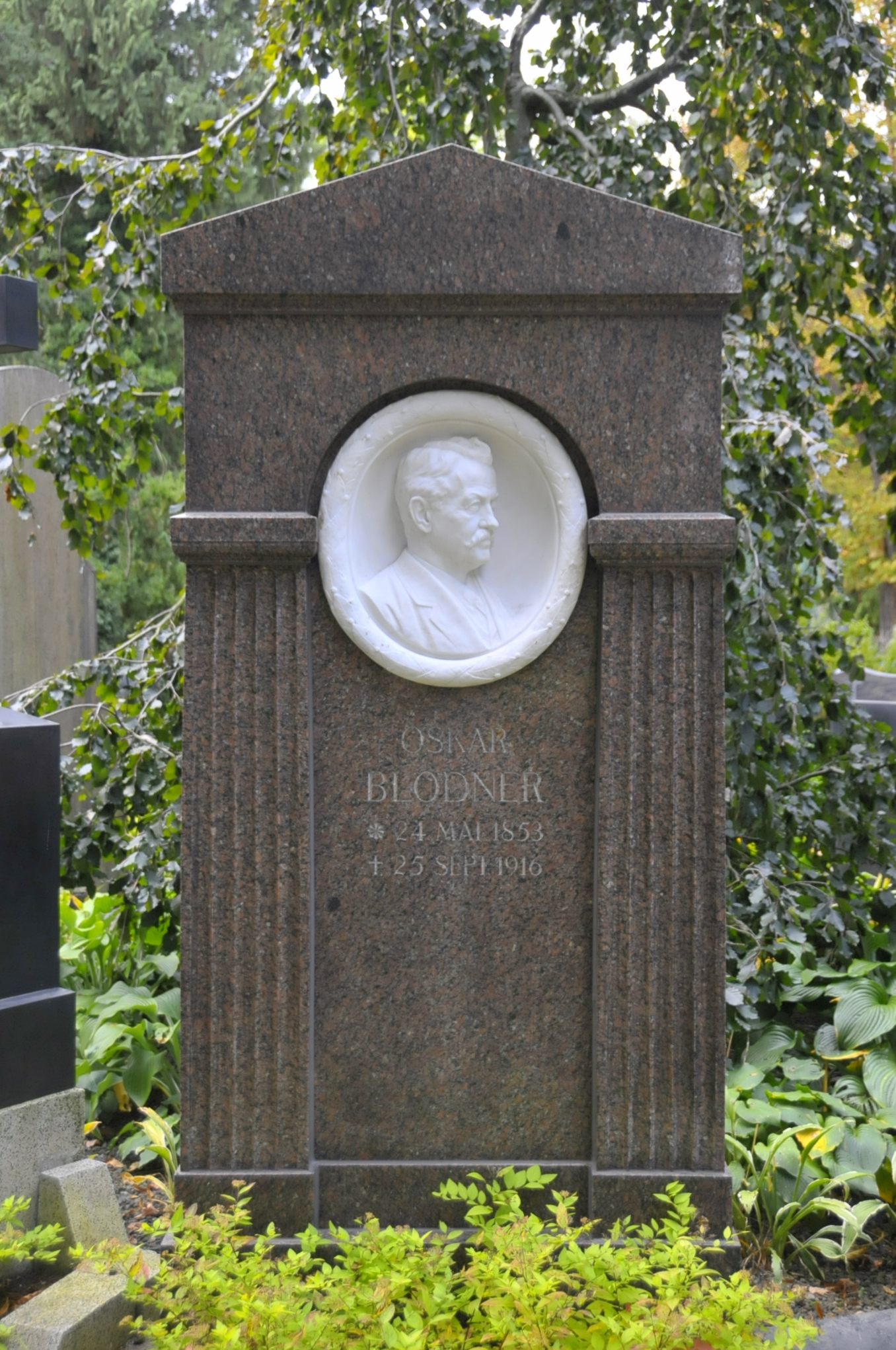
Grabstätte von Oskar Blödner auf dem Hauptfriedhof Gotha

Oskar Blödner (* 24. Mai 1853 in Gotha; † 25. September 1916 ebenda) war ein deutscher Fabrikant, Kaufmann und Wohltäter der Stadt Gotha.

## Leben
Oskar Blödner wurde als Sohn des Seifensieders Louis Blödner geboren und verbrachte seine Schulzeit am Realgymnasium seiner Geburtsstadt. Nach erfolgreichem Abschluss seiner Kaufmannslehre verbrachte Blödner einige Jahre in Bremerhaven, Düsseldorf und Offenbach. Nach der Rückkehr in seine Heimatstadt im Jahre 1877 arbeitete er als Gehilfe in der Hanfschlauchweberei Gebr. Burbach & Co. Bereits 1878 gründeten er und sein 12 Jahre älterer, bei Burbach kennengelernter Kaufmannskollege Hermann Vierschrodt (1841–1904) das Unternehmen Blödner & Vierschrodt, das Gothaer Industriegeschichte schreiben sollte. Anfangs befand sich die Produktion von Hanfschläuchen in bescheidenen Mietsräumen in der Schlichtenstraße, wo die Schläuche mit wenigen Webstühlen für Feuerwehren hergestellt wurden. Stetige Verbesserungen der Erzeugnisse durch die Entwicklung von Spezialmaschinen verschafften dem Unternehmen eine ständige Aufwärtsentwicklung. 1882 wurde die Innengummierung der Schläuche eingeführt, wodurch die Schläuche eine hohe Dichtheit erlangten. Eine bessere Druckfestigkeit bekamen die Schläuche durch Textileinlagen. Durch die Sortimentserweiterung von Gummiartikeln wurde aus der kleinen Schlauchweberei eine bedeutende Gummifabrik, die 1914 bereits über 750 Mitarbeiter zählte. Nach dem Tode von Vierschrodt im Jahre 1904 übernahm Blödner zunächst die Firma allein, musste sie jedoch schon im gleichen Jahr aus gesundheitlichen Gründen dem Sohn Vierschrodts, Herrmann Vierschrodt, übergeben. In diesem Jahr wurde nach Plänen von Richard Klepzig seine Villa an der Ecke Gotthard- und Friedrichstraße erbaut.

## Soziales Engagement
Im Jahre 1903 gründete Blödner eine Arbeiterunterstützungskasse, 1909 eine für Angestellte. Blödner war großzügiger Spender für den Armenrat, das Rote Kreuz, die Feuerwehr, die Jugendpflege, das Blindenheim und 1910 das Pflegeheim in der Pestalozzistraße 4. Der unverheiratete und kinderlose Blödner vermachte der Stadt Gotha noch zu Lebzeiten größere Geldbeträge, die die Stadt zu wohltätigen Zwecken und zur Durchführung von Gemeinwohlaufgaben verwenden sollte.

## Ehrungen
An den Kaufmann, Fabrikanten, Geheimen Kommerzienrat und „Wohltäter der Stadt“ erinnern eine Straße im Süden Gothas sowie das Pflegeheim „Oskar Blödner“ in der Pestalozzistraße.